# هل تعرف التايكوندو؟ (فيلم)
هل تعرف التايكووندو؟ (بالهانغل: 태권, 도를 아십니까؟ / تايكوون، دورُّل آهشِبنِكا؟) هو فلم كوري جنوبي من بطولة إم جي غيو ودانيال وهان يو رُم. عرض الفلم في 7 أكتوبر 2012 كجزء من برنامج دراما خاصة أسبوعي تابع لقناة كِ بِ إس 2 (KBS2) والذي يعرض حلقات قصيرة وأحياناً حلقة واحدة لكل موضوع، بحيث يكون لكل حلقة قصة مختلفة بالإضافة لطاقم عمل ومخرج وكاتب مختلفين.

## القصة
يحلم يُن دو هيون بأن يصبح ممثلاً لكنه لم يستطع أن يصبح إلا مؤدياً للمشاهد الخطيرة كوالده من قبله. فجأة يطلب مدير القسم الرياضي في مدرسته القديمة منه أن يصبح المدرب لفريق التايكووندو بالمدرسة لأن الفريق فقد المدرب السابق. مع أن يُن كان ضمن الفريق سابقاً إلا أنه لم يكن نجم الفريق، وإنما شخص آخر يحمل نفس الاسم، لكن يُن قبل العمل كمدرب. كان فريق التايكووندو مختلفاً عم كان في الماضي، حيث أن عدد أعضائه كان ستة أشخاص ممن يحاولون تجنب الاحتجاز أو يحاولون تغطية عدد الساعات المدرسية. ليس هذا فقط بل إن أفضل ثلاثة منهم كانوا متنمرين ممن يضايقون الطلبة الآخرين. في محاولة من المدرسة للتخفيف من الضغوطات المالية تفرض على فريق التايكووندو أن يحذب المزيد من الطلاب أو أنه سيتعرض للإلغاء.
باستخدام مهارتيه الاثنتين استطاع يُن أن يمضي عبر المواسم رغم شكوك الطلاب. ساعدته مهارة القتال المسرحي في تقدير الوقت والمساقة المناسبة للقتال والتي ساعدته في أن يكون ضربه مستحيلاً ما لم يفقد تركيزه. مهارته الثانية اكتسبها من تنمر أخيه الأكبر واستغلاله له، حيث كان بإمكانه تحمل الضرب بدون أن يجرح، وهو ما ساعد تشوي ميونغ سونغ، وهو واحد ممن يتعرض للمضايقات، في الحصول على تدريب إضافي من يُن. عندما استطاع طلبة يُن ممن يتعرضون للمضايقة أن يقفوا في وجه المتنمرين وحدهم، تزيد سمعة يُن كمعلم ويجد فصله مليئاً بالطلبة ممن يريدون التعلم منه، وهذا ما جنب الفريق من الإلغاء.

## البطولة
- إم جي غيو بدور يُن دو هيون.
- آن دانيال بدور ميونغ سونغ.
- هان يو رم بدور وون سون.
- كم هي وون بدور غوانغ هيون.
- كم سو يونغ بدور هان نا.
- ين باك بدور أحد أعضاء مجموعة سوك هو.
- غي جو بونغ بدور المعلم إم.
- إي تشاي أون بدور هيون جِن.
- نام تاي بو بدور جونغ تاي هو.
- تشوي من سو بدور والد دو هيون.
- إي داي هن بدور النجم الصاعد دو هيون.

## التقييمات
| رقم الحلقة | تاريخ البث الأصلي | متوسط نسبة المشاهدين | متوسط نسبة المشاهدين | متوسط نسبة المشاهدين | متوسط نسبة المشاهدين |
| رقم الحلقة | تاريخ البث الأصلي | تقييم TNmS           | تقييم TNmS           | تقييم AGB Nielsen    | تقييم AGB Nielsen    |
| رقم الحلقة | تاريخ البث الأصلي | باقي أنحاء الدولة    | منطقة سول العاصمة    | باقي أنحاء الدولة    | منطقة سول العاصمة    |
| ---------- | ----------------- | -------------------- | -------------------- | -------------------- | -------------------- |
| 1          | 7 أوكتوبر 2012    | 2.8%                 | 3.2%                 | <8.5%                | <7.4%                |

## الجوائز والترشيحات
| السنة | الجائزة         | التصنيف               | المتلق    | النتيجة |
| ----- | --------------- | --------------------- | --------- | ------- |
| 2012  | جوائز دراما KBS | ممثل دراما قصيرة خاصة | إم جي غيو | رُشِّح     |

## وصلات خارجية
- هل تعرف التايكواندو؟ على موقع IMDb (الإنجليزية)
- هل تعرف التايكواندو؟ على موقع قاعدة بيانات الفيلم (الإنجليزية)

- هل تعرف التايكووندو؟ في HanCinema
- هل تعرف التايكووندو؟ في My Drama List